# Nadine Trintignantová
Nadine Trintignant, původně Marquand, (* 11. listopadu 1934 Nice) je francouzská filmová režisérka a scenáristka.

## Život
Kariéru u filmu zahájila jako stříhačka v polovině padesátých let. Jako režisérka debutovala v roce 1965 krátkým filmem Fragilité, ton nom est femme a její první celovečerní snímek Mon amour, mon amour byl uveden o dva roky později na Filmovém festivalu v Cannes, kde se zúčastnil soutěže o Zlatou palmu. Mezi její další filmy patří Ça n'arrive qu'aux autres (1971), Défense de savoir (1973) a L'été prochain (1985). Naposledy režírovala v roce 2004, kdy byl uveden dvojdílný film Colette, une femme libre. Rovněž je autorkou několika románů, včetně Ton Chapeau au vestiaire (1997) a Combien d'enfants (2001), knihy vzpomínek na svou zesnulou dceru Marie, ma fille (2003) a autobiografie J'ai été jeune un jour (2005).
Jejími staršími sourozenci byli herci Christian Marquand a Serge Marquand. V letech 1960 až 1976 byla vdaná za herce Jean-Louise Trintignanta, s nímž měla tři děti (včetně dcery Marie, která byla herečkou). V letech 1998 až 2010 byl jejím manželem režisér Alain Corneau (zemřel v roce 2010), s nímž žila již od sedmdesátých let.